# گریمز، کالیفرنیا
گریمز (به انگلیسی: Grimes) یک منطقهٔ مسکونی در ایالات متحده آمریکا است که در شهرستان کولوزا، کالیفرنیا واقع شده‌است. گریمز ۵٫۸۵۶ کیلومتر مربع مساحت و ۳۹۱ نفر جمعیت دارد و ۱۴ متر بالاتر از سطح دریا واقع شده‌است.